# Bernd Herrmann
Bernd Herrmann   (Espenau, 22 de novembre de 1951) és un atleta alemany, ja retirat, especialista en els 400 metres, que va competir durant la dècada 1970.
El 1972 va prendre part en els Jocs Olímpics d'Estiu de Munic, on fou quart en la prova del 4×400 metres del programa d'atletisme. Quatre anys més tard, als Jocs de Montreal, va disputar dues proves del programa d'atletisme. En el 4×400 metres, formant equip amb Franz-Peter Hofmeister, Harald Schmid i Lothar Krieg, va guanyar la medalla de bronze, mentre en els 400 metres quedà eliminat en sèries.
En el seu palmarès també destaca una medalla de bronze en els 400 metres al Campionat d'Europa d'atletisme 1974 i una d'or en els 4x400 metres en el de 1978. El 1973 guanyà una medalla de bronze a les Universíades.
A nivell nacional es proclamà campió dels 400 metres el 1974, 1975 i 1977, dels 400 metres tanques el 1979 i dels 4x400 metres el 1972 i de 1975 a 1981. També va ser campió alemany de pista coberta en els 400 metres de 1975 a 1977 i en el 4x400 metres de 1976 a 1979 i el 1981.

## Millors marques
- 400 metres. 45.10" (1974)
- 400 metres tanques. 49.53" (1980)[1][7][8]